# Tabanus puncturius
Tabanus puncturius är en tvåvingeart som beskrevs av Xu och Yin-Xia Liao 1985. Tabanus puncturius ingår i släktet Tabanus och familjen bromsar. Inga underarter finns listade i Catalogue of Life.